# Голландські вафлі
Голландські вафлі, або Стропвафлі (нід. Stroopwafel, трансліт. [ˈstroːpʋaːfəl] ⓘ, досл. «вафлі з патокою») — вафлі з двох тонких шарів тіста, запечені з начинкою з карамельного сиропу. Стропвафлі дуже популярні в Нідерландах, на території яких вони були вперше виготовлені.

## Інгредієнти
- Тісто: Борошно, масло вершкове, коричневий цукор, хлібні дріжджі, молоко, яйця.
- Начинка: Патока, коричневий цукор, масло вершкове, кориця.

## Історія
Стропвафлі походять з міста Гауда, що у Нідерландах. Вважається, що вперше вони були виготовлені в кінці XVIII століття або на початку XIX століття пекарем, що використав залишки від випічки, які були підсолоджені сиропом.
За однією з версій стропвафлі були винайдені у булочній пекаря Ґерарда Кампхайсена (нід. Gerard Kamphuisen). Ймовірно, що перші стропвафлі були виготовлені в межах 1810—1840-х років, коли пекар відкрив свою пекарню, за найдавнішим з відомих рецептів. У XIX столітті у місті Гауда налічувалося близько 100 пекарень, у яких випікалися стропвафлі. Після 1870 вафлі з'явилися також на вечірках і на ринках за межами Гауди. У XX столітті вафлі стали виготовляти на заводах; у 1960 році налічувалося 17 заводів в одній лише Гауді, чотири з яких й до нашого часу залишаються діючими.

## Галерея

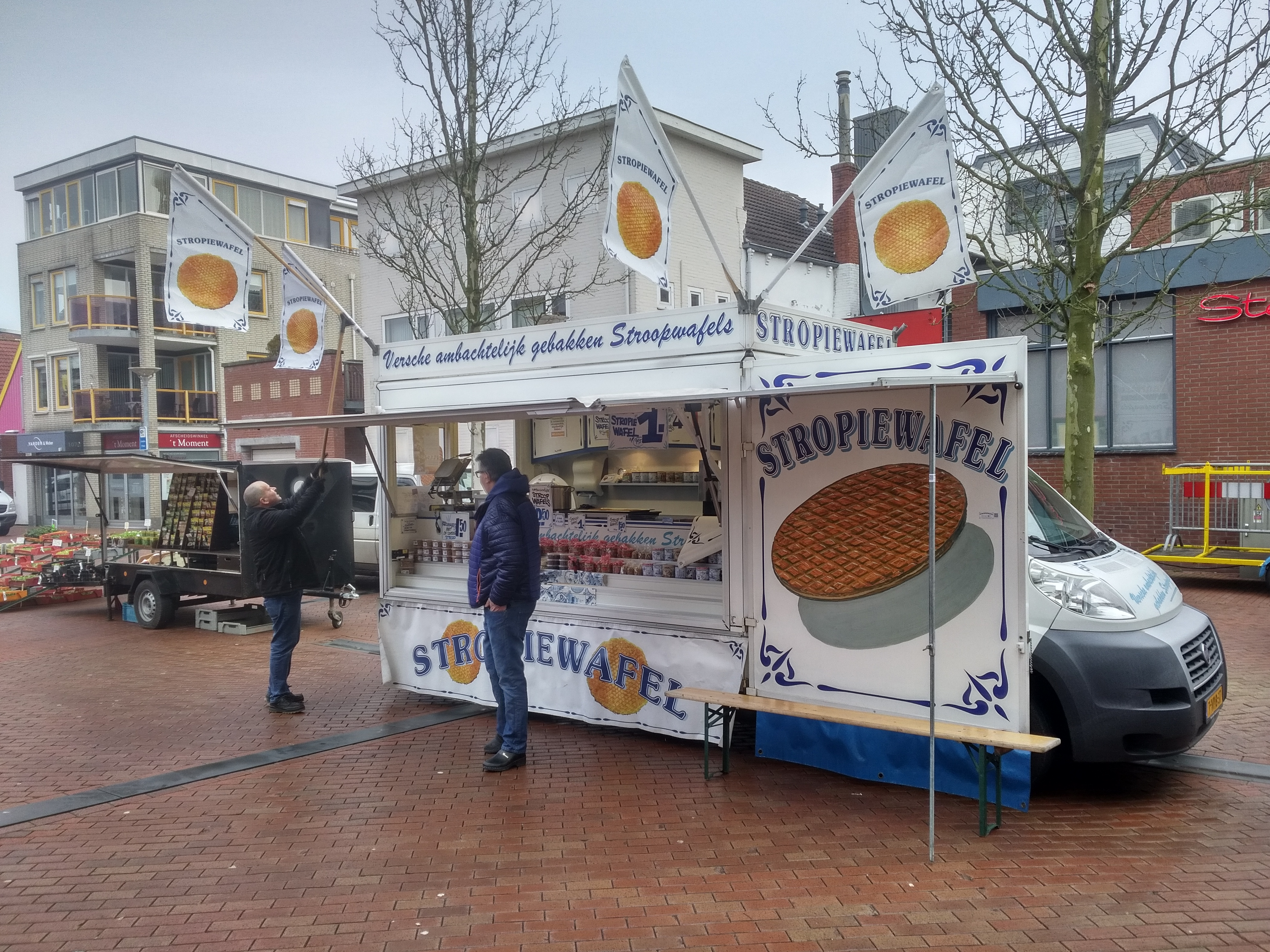
Магазинчик-автофургон із стропвафлями в Нідерландах
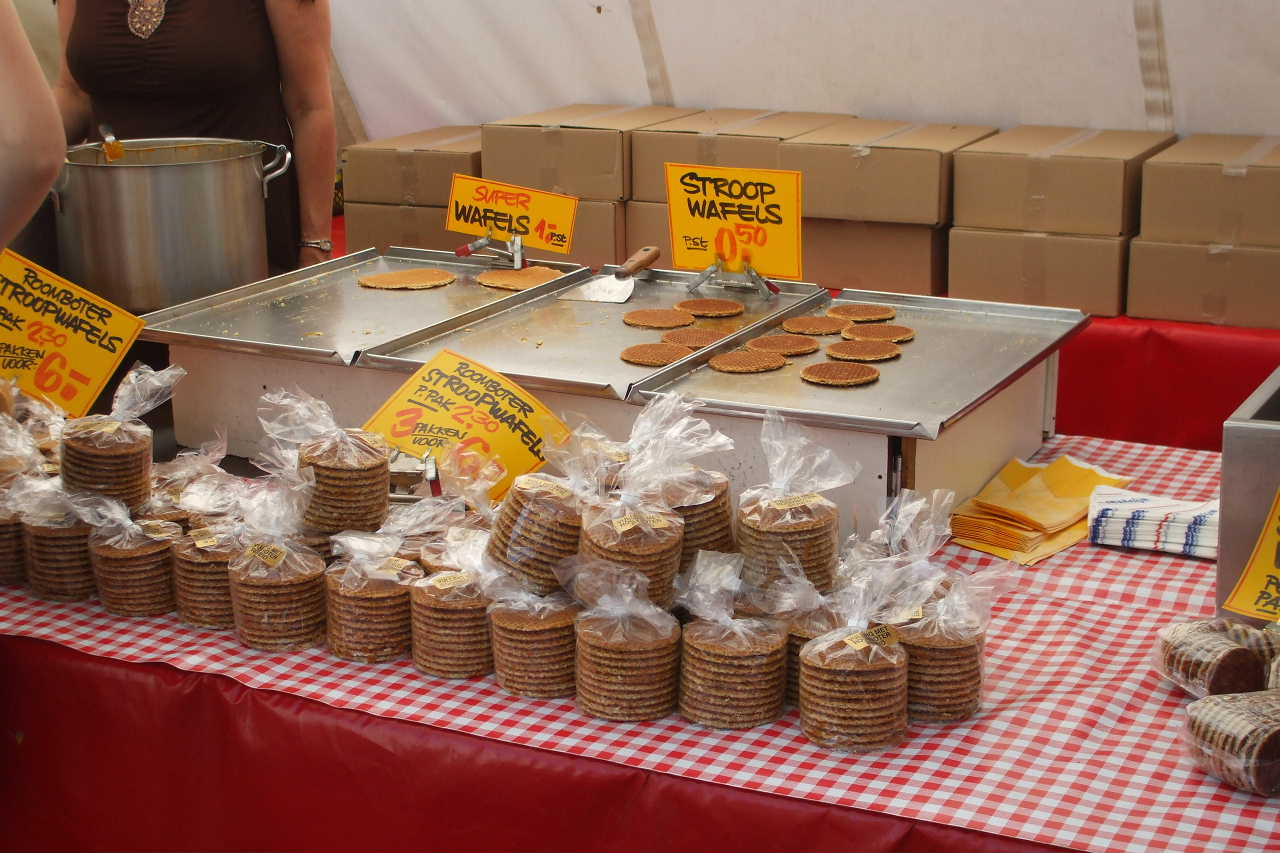
Стропвафлі у Мідделбурзі
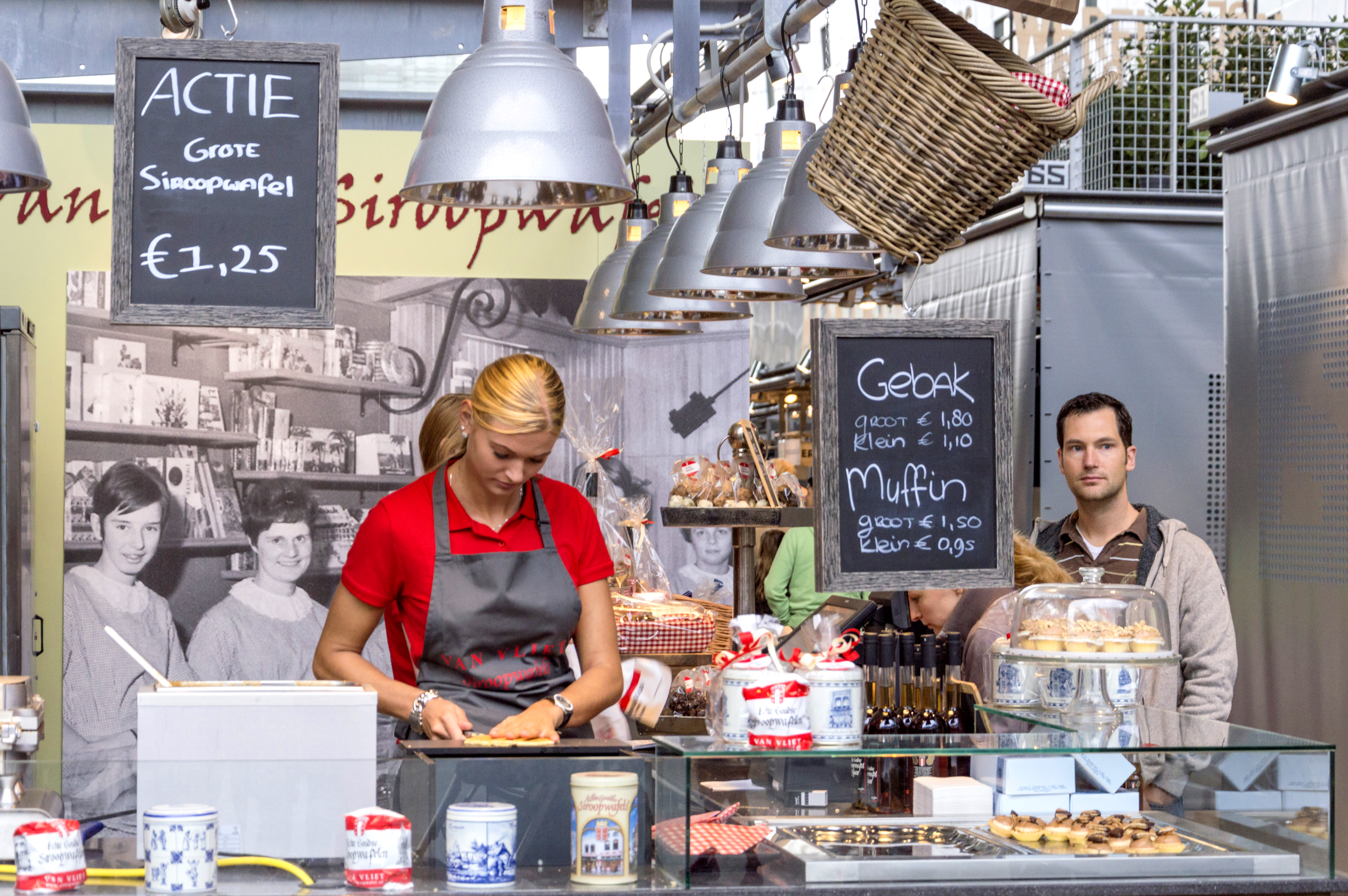
Магазин стропвафлів у Роттердамі